# Busk (huyện)
Huyện Busk (tiếng Ukraina: Буський район, chuyển tự: Busks’kyi raion) là một huyện của tỉnh Lviv thuộc Ukraina. Huyện Busk có diện tích 850 km², dân số theo điều tra dân số ngày 5 tháng 12 năm 2001 là 50800 người với mật độ 60 người/km2. Trung tâm huyện nằm ở Busk.